# Нэнси Дрю (серия игр)
Серия игр о девушке-детективе Нэнси Дрю создана по мотивам серии книг, написанной группой писателей под псевдонимом Кэролайн Кин. Игры начали выходить в 1998 году. К 2024 году компания Her Interactive разработала и выпустила 34 игры о сыщице Дрю.
Российская компания «Новый Диск» официально локализовала и издала 26 игр. После выпуска «Усыпальницы пропавшей королевы» дальнейшая работа была приостановлена, а впоследствии «Новый Диск» был ликвидирован. Более новые части переводятся на русский язык неофициально и без лицензии правообладателя.

## Геймплей
В играх представлен обычный для квестов интерфейс формата point-and-click. В большинстве случаев игрок от первого лица управляет Нэнси Дрю, путешествуя по виртуальному миру, общаясь с персонажами, собирая улики, решая головоломки и, в конце концов, раскрывая дело.

## Игры
Целевой аудиторией игр о Нэнси Дрю являются игроки «от 10 лет и старше». Большинство игр имеет рейтинг E (“everyone” — «для всех возрастов») от ESRB. Некоторые игры (например, «Секреты могут убивать», «Тень у воды» и «Проклятие старого замка») получили более высокий рейтинг E10+ из-за шокирующих сцен или тем, связанных с насилием и наркотиками. Игры также получили признание за привлечение интереса женщин к компьютерным играм.
Her Interactive также выпустила две короткие игры как часть подсерии «Нэнси Дрю. Дело» (англ. Nancy Drew Dossier). В 2008–2009 годах были выпущены две игры, однако затем проект был свёрнут.
Все игры серии доступны для Windows, а более новые также выпускаются для macOS. Некоторые игры были адаптированы для других платформ, в том числе DVD, Nintendo Wii и GBA.
| № | Оригинальное название                        | Русское название                                         | Год выпуска |
| --- | -------------------------------------------- | -------------------------------------------------------- | ----------- |
| 1 | Secrets Can Kill Secrets Can Kill Remastered | Секреты могут убивать Секреты могут убивать: Возвращение | 1998 2010   |
| Штат Флорида. История начинается с того, что Нэнси приезжает в городок Пасео дель Мар в гости к своей тете, работающей школьным библиотекарем. Буквально накануне приезда Нэнси был убит один из учеников школы. Под подозрением оказываются четверо его приятелей. В 2010 году игра была переиздана с улучшенной анимацией персонажей и изменениями в сюжете (в том числе его развязке). |                                              |                                                          |             |
| 2 | Stay Tuned for Danger                        | Опасность за каждым углом                                | 1999        |
| Нью-Йорк. На этот раз действие происходит на съёмочной площадке. Звезда популярного сериала попросила Нэнси Дрю о помощи: таинственный незнакомец присылает её напарнику письма с угрозами. Под подозрением — практически все. |                                              |                                                          |             |
| 3 | Message in a Haunted Mansion                 | Призрак в гостинице                                      | 2000        |
| Сан-Франциско. В викторианском особняке в Сан-Франциско, который новая владелица хочет превратить в гостиницу, происходят мистические события — дом как будто населён призраками. |                                              |                                                          |             |
| 4 | Treasure in the Royal Tower                  | Сокровище королевской башни                              | 2001        |
| Штат Висконсин. Девушка-детектив приехала на зимний отдых в замок Уикфорд. Накануне кто-то разгромил библиотеку и даже пробил дыру в стене — как будто в ней пытались что-то найти. По слухам, сама королева Мария-Антуанетта жила в одной из башен замка, где до сих пор хранится её сокровище. Есть ли здесь связь? |                                              |                                                          |             |
| 5 | The Final Scene                              | Похищение в театре                                       | 2001        |
| Сент-Луис. В театре, который вскоре будет снесён, запланирована последняя премьера. На её кануне подруга Нэнси Дрю — студентка-журналистка Майя Уэн — отправляется брать интервью у одного из актёров — но оказывается похищена прямо из его гримёрной. Похититель требует от Нэнси остановить снос здания, иначе Майя будет погребена под его обломками. |                                              |                                                          |             |
| 6 | Secret of the Scarlet Hand                   | Тайна алой руки                                          | 2002        |
| Вашингтон. Нэнси Дрю получает работу помощника смотрителя вашингтонского музея «Бич Хилл», но кто-то похищает экспонат к предстоящей выставке культуры майя. |                                              |                                                          |             |
| 7 | Ghost Dogs of Moon Lake                      | Псы-призраки Лунного озера                               | 2002        |
| Штат Пенсильвания. Девушка-фотограф приглашает Нэнси Дрю погостить в её доме у Лунного озера, который раньше принадлежал гангстеру времён «сухого закона», обожавшему собак. Прежний владелец давно умер, но ходят слухи, что псы-призраки до сих пор навещают дом своего хозяина. |                                              |                                                          |             |
| 8 | The Haunted Carousel                         | Заколдованная карусель                                   | 2003        |
| Штат Нью-Джерси. Странные вещи происходят в парке «Бухта капитана»: сначала с карусели бесследно исчезает очень дорогая лошадка, затем с одним из посетителей происходит несчастный случай, а теперь и вовсе мистика — по ночам карусель включается сама по себе. Расследуя загадочные происшествия, Нэнси также помогает управляющей парка разобраться в её трагическом детстве. |                                              |                                                          |             |
| 9 | Danger on Deception Island                   | Туманы острова Лжи                                       | 2003        |
| Штат Вашингтон. Расследование происходит в бухте Морского дракона на острове тихоокеанского архипелага Сан-Хуан, где девушка-океанолог изучает поведение китов. |                                              |                                                          |             |
| 10 | The Secret of Shadow Ranch                   | Тайна ранчо теней                                        | 2004        |
| Штат Аризона. Ранчо, где отдыхает Нэнси, взбудоражено появлением призрачной лошади. Говорят, что она принадлежала преступнику, который был повешен шерифом, на чьей дочери собирался жениться. Перед смертью он оставил своей возлюбленной сокровище, и оно, возможно, спрятано прямо на ранчо. |                                              |                                                          |             |
| 11 | Curse of Blackmoor Manor                     | Проклятье поместья Блэкмур                               | 2004        |
| Англия. Выйдя замуж за наследника древнего английского семейства, дочь знакомой Нэнси переезжает в старинное поместье. Её мать, соседка Нэнси, просит детектива разобраться в странном поведении дочери: та целыми днями скрывается за занавесью, не показывается людям и утверждает, что превращается в чудовище из-за проклятья. |                                              |                                                          |             |
| 12 | Secret of the Old Clock                      | Секрет старинных часов                                   | 2005        |
| США. Нэнси приезжает в маленький городок Титусвилль, где её подруга получила в наследство гостиницу, но дела пошли плохо, и подруга стала надеяться на то, что ей поможет богатый сосед, который любит часто появляться у них в гостях. Но после его смерти выясняется, что всё имущество перешло в руки некоего «экстрасенса», которого девушка и знать не знает. Да ещё и в гостинице происходят странные вещи — оживают предметы и происходят разные несчастные случаи.                                     |                                              |                                                          |             |
| 13 | Last Train to Blue Moon Canyon               | Последний поезд в Лунное ущелье                          | 2005        |
| Штат Невада. Нэнси вместе со своими друзьями братьями Харди, которые также увлекаются расследованиями, едет в поезде в Лунное Ущелье, битком набитом знаменитостями. Когда-то этот поезд принадлежат золотоискателю, который исчез из него при загадочных обстоятельствах. Спустя много лет история повторяется: из поезда пропадает его новая хозяйка, которая и организовала поездку. |                                              |                                                          |             |
| 14 | Danger by Design                             | Платье для первой леди                                   | 2006        |
| Париж. Мари — парижский модельер, которая работает над важным проектом — платьем для первой леди США. Мари ведёт себя странно — носит маску и срывается на подчинённых, — а из-за писем с угрозами проект оказывается на грани срыва. Заказчик просит Нэнси разобраться в происходящем под видом ассистента Мари. |                                              |                                                          |             |
| 15 | The Creature of Kapu Cave                    | Чудовище пещеры Капу                                     | 2006        |
| Штат Гавайи. Нэнси работает помощником доктора-энтомолога на Гавайях. Ходят слухи, что рядом находится легендарное чудовище, которое насылает проклятие на нарушающих его покой. Приехав к лагерю доктора, Нэнси обнаруживает, что он разгромлен, доктора нигде нет, а обратная дорога разрушена штормом. |                                              |                                                          |             |
| 16 | The White Wolf of Icicle Creek               | Белый волк Ледяного ущелья                               | 2007        |
| Канада. Белый волк пугает постояльцев гостиницы в Альберте, среди которых — олимпийский лыжник. Появления волка сопровождаются несчастными случаями: от травм постояльцев до взрывов возле лавиноопасных районов. Управляющая гостиницы просит Нэнси распутать дело и спасти репутацию отеля. |                                              |                                                          |             |
| 17 | Legend of the Crystal Skull                  | Легенда о хрустальном черепе                             | 2007        |
| Новый Орлеан. Нэнси приезжает в Луизиану, чтобы навестить друга её парня Нэда Генри Боле, чей дед недавно умер. На пороге поместья Нэнси оглушает человек в костюме скелета. Решив расследовать это происшествие, Нэнси обнаруживает новые тайны: по слухам, дед Генри был владельцем легендарного хрустального черепа, а его смерть выглядит всё менее случайной. |                                              |                                                          |             |
| 18 | The Phantom of Venice                        | Призрак Венеции                                          | 2008        |
| Венеция. Финансовая полиция Италии просит Нэнси внедриться в преступную организацию, которая занимается кражей ценных предметов искусства. Нэнси должна найти преступника в маске, известного как Призрак, и разоблачить остальных членов банды. |                                              |                                                          |             |
| 19 | The Haunting of Castle Malloy                | Привидение замка Маллой                                  | 2008        |
| Ирландия. Нэнси отправляется в Ирландию в старый замок Маллой, чтобы выступить подругой невесты на свадьбе. По пути к замку Нэнси попадает в аварию из-за появления банши, а позже узнаёт, что сам жених исчез. |                                              |                                                          |             |
| Дело № 1 | Lights, Camera, Curses!                      | Свет. Камера. Загадка!                                   | 2008        |
| Голливуд. Это первая игра про Нэнси Дрю в стиле «спрятанные предметы». Нэнси приезжает в Голливуд на съёмки знаменитого фильма «Фараон», но на площадке происходят несчастные случаи, а по студии бегает чёрный кот. |                                              |                                                          |             |
| 20 | Ransom of the Seven Ships                    | Клад семи кораблей                                       | 2009        |
| Багамские острова. Бесс выиграла путёвку на Багамы и приглашает Джесс и Нэнси с собой. Нэнси приезжает позже подруг и по прибытии обнаруживает, что Бесс похищена, а похититель требует, чтобы Нэнси нашла клад, затонувший в море несколько веков назад. |                                              |                                                          |             |
| 21 | Warnings at Waverly Academy                  | Записки чёрной кошки                                     | 2009        |
| Штат Нью-Йорк. Директор женской академии «Уэйверли» пригласила Нэнси распутать загадку под видом ученицы по обмену. Некоторые кандидатки на звание лучшей выпускницы получают записки с угрозами за подписью Чёрной кошки, после чего с ними происходят несчастные случаи. Последний раз жертва Чёрной кошки едва не погибла, так что дело приобретает серьёзные обороты. |                                              |                                                          |             |
| Дело № 2 | Resorting to Danger                          | Опасные связи                                            | 2009        |
| США. Вторая игра подсерии. Действие идёт в роскошном салоне красоты Редондо. Кто-то подбрасывает бомбы и явно хочет, чтобы фирма разорилась. |                                              |                                                          |             |
| 22 | Trail of the Twister                         | По следу торнадо                                         | 2010        |
| Штат Оклахома. Владелец крупнейшей компании «Кролмайстер» взывает к Нэнси Дрю о помощи. В команде, изучающей торнадо, которую он спонсирует, постоянно портится новейшее оборудование возможно из-за саботажа, а на кону стоят миллионы. |                                              |                                                          |             |
| 23 | Shadow at the Water’s Edge                   | Тень у воды                                              | 2010        |
| Киото. Владелец «Кролмайстера» в качестве благодарности за раскрытие прошлого дела подарил Нэнси и её подругам Бесс и Джесс поездку в Японию. Нэнси останавливается в традиционном рёкане, но обнаруживает, что призрак (юрэй) распугивает постояльцев и ставит под угрозу репутацию гостиницы. Имеет ли призрак отношение к трагической смерти в семье владельцев? |                                              |                                                          |             |
| 24 | The Captive Curse                            | Проклятие старого замка                                  | 2011        |
| Германия. Несколько столетий среди почтенных баварских бюргеров ходит легенда о жутком хищном чудовище, которое обитает в окрестностях старинного замка Финстер и похищает девушек. |                                              |                                                          |             |
| 25 | Alibi in Ashes                               | Сгоревшее алиби                                          | 2011        |
| США. Ривер Хайтс, родной город героини. Нэнси Дрю вместе со своими подругами Бесс и Джесс и парнем Нэдом участвует в ежегодном конкурсе детективов-любителей «Горячие улики». Следуя очередной подсказке, Нэнси отправляется в здание старой мэрии, как раз когда в ней случается пожар. Полиция подозревает поджог, все улики указывают на Нэнси, и вскоре она оказывается под арестом. С помощью друзей на свободе Нэнси постарается доказать свою непричастность и найти настоящего преступника.            |                                              |                                                          |             |
| 26 | Tomb of the Lost Queen                       | Усыпальница пропавшей королевы                           | 2012        |
| Египет. 60 лет назад бесследно исчезла экспедиция, которая должна была изучить гробницу легендарной правительницы Египта. В наши дни новая экспедиция отправляется на то же место раскопок, но её руководитель вскоре оказывается в больнице из-за нападения. Нэнси Дрю останавливается в лагере исследователей, чтобы найти нападавшего, прояснить судьбу прошлой экспедиции и разобраться в проклятье, которое якобы наложено на гробницу. Последняя игра, официально локализованная компанией «Новый Диск». |                                              |                                                          |             |
| 27 | The Deadly Device                            | Смертельное устройство                                   | 2012        |
| Штат Колорадо. Новаторские работы Николы Теслы вдохновили учёного мирового уровня на разработку революционных технологий в передаче электричества, однако незадолго до выступления с докладом о своём открытии исследователь был найден мёртвым. Могло ли устройство погубить собственного создателя, или же за его смертью стоит что-то ещё? |                                              |                                                          |             |
| 28 | Ghost of Thornton Hall                       | Призрак усадьбы Торнтон                                  | 2013        |
| Штат Джорджия. Ночёвка Джессалин Торнтон в семейном поместье перед её свадьбой оборачивается исчезновением невесты. История семьи неразрывно связана с усадьбой и имеет плохую репутацию и тёмное прошлое: использование рабов в невыносимых условиях, принудительное психиатрическое лечение членов семьи и трагическую смерть Шарлотты, двоюродной тети Джессалин. Призрак Шарлотты до сих пор обитает в стенах усадьбы, и Нэнси должна спасти Джессалин от той же участи.                                   |                                              |                                                          |             |
| 29 | The Silent Spy                               | Безмолвный шпион                                         | 2013        |
| Шотландия. Шпионская организация в Глазго связывается с Нэнси Дрю и сообщает, что смерть её матери много лет назад не была несчастным случаем, как считала Нэнси. Приехав на место, детектив обнаруживает, что дело гораздо масштабнее, а под террористической угрозой оказываются целые города. |                                              |                                                          |             |
| 30 | The Shattered Medallion                      | Расколотый медальон                                      | 2014        |
| Новая Зеландия. Нэнси и Джесс получают приглашение отправиться в Новую Зеландию и поучаствовать в реалити-шоу «Тихоокеанский забег», но отдых преподносит подругам большую загадку, которая как-то связана с таинственным артефактом. |                                              |                                                          |             |
| 31 | Labyrinth of Lies                            | Лабиринт лжи                                             | 2014        |
| Греция. Куратор музея нанимает Нэнси, чтобы помочь в проведении самого ожидаемого события года, но внезапно артефакты начинают загадочно исчезать с выставки. |                                              |                                                          |             |
| 32 | Sea of Darkness                              | Песнь тёмных вод                                         | 2015        |
| Исландия. Знакомая Мойры Чисхолм просит Нэнси найти её делового партнёра, которого в последний раз видели на старом корабле, реставрацией которого он занимался. Легенды об этом корабле связаны с сокровищами и старинным проклятием. |                                              |                                                          |             |
| 33 | Midnight in Salem                            | Полночь в Салеме                                         | 2019        |
| Штат Массачусетс, Сейлем. Дирдре Шаннон, знакомая Нэнси из Ривер-Хайтс, звонит ей с просьбой помочь кому-то из её близких. Этот человек в опасности, рассказывает она, и только Нэнси сможет его спасти. |                                              |                                                          |             |
| 34 | Mystery of the Seven Keys                    | Тайна семи ключей                                        | 2024        |
| Чехия. Нэнси пригласили в Прагу, чтобы помочь в раскрытии дела о похищении фамильной драгоценности мецената Кафедрального собора Святого Вита, Вацлава и Войтеха. Вскоре Нэнси узнаёт, что в деле замешана хакерская группировка. |                                              |                                                          |             |